# 姜希孟
姜希孟（강희맹、1424年 - 1483年）は、李氏朝鮮初期の文臣。優れた文章で有名で画家でもあった。字は景醇、号は私淑斎・菊塢・雲松居士など、諡号は文良、本貫は晋州姜氏。

## 生涯
敦寧府知事姜碩徳の次男と同時に昭憲王后の甥にあたる。文宗・世祖とは従兄弟になる。
世宗29年(1447年) 文科親試に乙科一等で合格し、睿宗時代の南怡を讒言し、その功で翊戴功臣になった。成宗時代には吏曹判書·左賛成などを務めた。書画と文章に優れ、死後徐居正によって遺稿が編纂された。
1424年、ソウルで出生して 1447年別試文科に合格して官職に上がって左賛成に至った。文章と書画に皆すぐれて図画署の提調を務めた。

## 家族
- 祖父 : 姜淮伯
  - 父 : 姜碩徳
  - 母 : 沈温の娘
    - 兄 : 姜希顔
    - 妹 : 令嬪姜氏 - 世宗の後宮
    - 妻 : 安崇孝の娘
      - 長男 : 姜亀孫
      - 嫁 : 宋遥年の娘
        - 孫娘 : 奇進に出嫁

      - 次男 : 姜鶴孫
      - 嫁 : 申㴐の娘
        - 孫 : 姜永寿
        - 孫 : 姜享寿

      - 長女 : 成世明に出嫁
      - 次女 : 金成童に出嫁
      - 三女 : 権曼衡に出嫁

    - 側室 : 名前不詳

- 外祖父 : 沈温
- 外祖母 : 安天保の娘

## 作品
作品集で自ら編集した《衿陽雑録》、《村談解頤》、死後に徐居正が成宗の命を受けて編纂した《私淑斎集》がある。《新増東国輿地勝覧》、《国朝五礼儀》などの編纂にも参加した。
- 村談解頤: 村談地方の民譚と官職生活での様々な説話を集めたものである。不思議な話、変な話、淫談非道ななどを収録した。[4]
- 私淑斎集: 徐居正が姜希孟死後に彼の文等を集めて編集したもので漢詩と教育、生の知恵などに対する文等を収録している。

姜希孟は 《衿陽雑録》で"京畿では東風が吹いて、激しい旱魃となり、田畑の水が皆乾いてしまう年もある。"とフェーン現象を記録した。

### ドラマ
- 《韓明フェ》 (KBS2, 1994年~1994年 演:イ・ハンスン)
- 《王と妃》 (KBS1 1998年~2000年 演:パク・ヨンシク)